# Agrotis submontana
Agrotis submontana är en fjärilsart som beskrevs av Köhler 1961. Agrotis submontana ingår i släktet Agrotis och familjen nattflyn. Inga underarter finns listade i Catalogue of Life.